# Graus
Graus település Spanyolországban, Huesca tartományban. Graus Isábena, Lascuarre, Capella, Benabarre, Peralta de Calasanz, Perarrúa, Santaliestra y San Quílez, Foradada del Toscar, Estadilla, Estada, Olvena, La Puebla de Castro, Secastilla és La Fueva községekkel határos. Lakosainak száma 3380 fő (2024).

## Népesség
A település népessége az utóbbi években az alábbiak szerint változott:
| Lakosok száma | 3194 | 3356 | 3472 | 3665 | 3697 | 3429 | 3329 | 3395 | 3434 | 3380 |
|               | 2001 | 2004 | 2006 | 2009 | 2011 | 2014 | 2016 | 2019 | 2021 | 2024 |